# بيرتي لويس
هوبير «بيرتي» لويس (22 يوليو 1920 -21 ديسمبر 2010): هو طيار في سلاح الجو الملكي البريطاني في الحرب العالمية الثانية واستمر ليصبح ناشط سلام في المملكة المتحدة. أصبح معروفًا بمعارضته للأسلحة النووية والحروب التي خاضها والتي كانت بلده الأصلي منخرطًا بها.

## النشأة
وُلد هوبير لويس في 22 يوليو 1920 في شيكاغو وأمضى سنوات طفولته في مدينة نيويورك. هرب في سن الخامسة عشر من المنزل وسافر حول البلاد على متن قطارات الشحن في الغالب كما كان شائعًا خلال فترة الكساد. ذهب إلى إنجلترا وانضم إلى سلاح الجو الملكي البريطاني بعد اندلاع الحرب العالمية الثانية حين كانت الولايات المتحدة غير مشتركة في الحرب. خدم في السرب رقم 102 لقاذفة القنابل، وقام بتنفيذ 40 عملية خلال تحليق قاذفة هاندلي بيج هاليفاكس (بالإنجليزية: Halifax bombers) فوق ألمانيا وفرنسا.
تزوج بعد الحرب في بوري، لانكشاير وانتقل بينها وبين الولايات المتحدة عدة مرات قبل أن يستقر في بولتون، لانكشاير عام 1961.

## مراقبة مكتب التحقيقات الفيدرالي والمخابرات الحربية، القسم الخامس
واصل مكتب التحقيقات الفيدرالي (بالإنجليزية: FBI) في الفترة المكارثية مراقبة مستمرة لحركاته وقام بتجميع ملف كبير عليه وذلك بسبب آرائه السياسية. تعاون القسم الخامس في المخابرات الحربية (بالإنجليزية: MI5) مع مكتب التحقيقات الفيدرالي وأبقاه تحت المراقبة عندما كان يعيش في المملكة المتحدة. حاولت السلطات البريطانية بعد ذلك منع لويس من العودة إلى المملكة المتحدة، لكن الفيلق البريطاني الملكي ساعده في الاحتفاظ بإقامته نظرًا إلى خدمته الحربية.

## النشاط السياسي
طُرد عام 1982 من قبل شُعبته المحلية من الفيلق البريطاني بعد أن وضع إكليلًا من الزهور يحمل رمز حملة نزع السلاح النووي على النصب التذكاري في بولتون في أحد الذكرى (بالإنجليزية: Remembrance Sunday). قال لويس إنه من خلال معارضة الأسلحة النووية والتظاهر من أجل السلام لم يفعل شيئًا أكثر من اتباع روح الكلمات المنحوتة على قاعدة النصب التذكاري في بولتون والتي تقول «مات إخوتنا من أجل نيلِ عالمٍ أفضل. يجب أن يكون دورنا هو السعي من أجل الحقيقة، النوايا الحسنة والسلام، تضحياتهم الذاتية لن تذهب هباءً». أَمر الفيلق البريطاني الوطني لاحقًا بإعادة تعيينه إِثر غضب شعبي، واستمر لويس في وضع إكليل الزهور كل عام، وغالبًا ما شمل الخشخاش الأبيض ضمن الاحتفال الرسمي بيوم الذكرى، وذلك حتى وفاته في عام 2010.
كان عضوًا في حملة نزع السلاح النووي -الخدمات السابقة وشارك دائمًا في وقفة الاحتجاج التي تقام سنويًا في شهر أغسطس في ذكرى ضحايا القصف الذري على هيروشيما وناجازاكي. أقام لسنوات عديدة احتجاجًا أسبوعيًا في ساحة دار البلدية في مسقط رأسه بولتون حول القضايا المعاصرة المتعلقة بالحرب والسلام والعدالة الاجتماعية. كان أيضًا عضوًا في نادي بولتون الاشتراكي الذي اُفتتح عام 1905 وهو أقدم نادٍ اشتراكي مستقل في المملكة المتحدة.
حضر العديد من الاحتجاجات في حياته بما في ذلك مظاهرة عام 1968 الشهيرة ضد حرب فيتنام التي انتهت بالعنف خارج السفارة الأمريكية في ساحة جروسفينور، لندن. تمكن لويس من نقل رسالته إلى داخل السفارة الأمريكية خلال زيارة الرئيس رونالد ريغان إلى لندن عام 1984 بينما احتج الآلاف على نشر الصواريخ الأمريكية الجوّالة على الأراضي البريطانية. انضم لويس أيضًا إلى المسيرة المليونية «أوقفوا الحرب» في لندن في فبراير عام 2003 قبل غزو العراق مباشرة. كان أقدم عضو في مجموعة «العائلات العسكرية المناهضة للحرب» في سن 89، حين قدم عريضة إلى 10 داوننغ ستريت (بالإنجليزية: 10Downing Street) يدعو فيها الجنود البريطانيين والنساء إلى العودة من أفغانستان. كانت آخر مظاهرة له في لندن في مايو عام 2010 ضد الهجوم الإسرائيلي على أسطول الحرية الذي كان ينقل الإمدادات إلى سكان غزة المنكوبين.
اشتبك عام 1990 في مشاجرة مع ضيف آخر في البرنامج التلفزيوني أب فرنت في أثناء مناقشة الحرب في البلقان.
كان هناك جدل في عام 2010 عندما كان يبلغ من العمر 90 عامًا بعد أن تعرض للضرب من قبل شرطة مكافحة الشغب خلال عرض تجريبي ضد رابطة الدفاع الإنجليزية.
توفي لويس في 21 ديسمبر عام 2010 بعد عملية استبدال مفصل الورك في مستشفى رويال بولتون.
كَشف عُمدة بولتون النقاب عن حجر رمزي بمثابة تكريم دائم لبيرتي في 1 أغسطس عام 2015. وُصف لويس في الحفل بأنه «أُممي حقيقي جعل منزله في مدينتنا». يُكتب على اللوحة «بيرتي لويس، مُقاتل من أجل السلام والعدالة الاجتماعية».

## الحياة الشخصية
تزوج لويس من زوجته الأولى ماري كراوسبي المولودة في بريطانيا عام 1945، وأنجبت منه ثلاثة أطفال هم إدوارد ودنزل وجون. لديه ستة أحفاد من زواجه الأول هم آلان، وغاري، وآدي، ومارك، وليندسي، وجودي. ولديه أيضًا سبعة أبناء لأحفاده هم أبيجيل، وجاك، وديلان، وجورجيا، وروبن، وآفا، وماكس. تزوج من أماليا توث المولودة في النمسا في عام 1961 ولديه ولدان آخران هما روجر وديفيد.